# Амутская котловина
Аму́тская котловина — реликтовая ледниковая котловина байкальского типа в Бурятии на территории Джергинского природного заповедника.
В котловине расположено множество морено-подпрудных озёр, самые крупные из которых: Амут, Якондыкон, Малан-Зурхен, а также Балан-Тамур и Чурикто, являющиеся естественным расширением реки Баргузин. Котловина расположена на стыке трёх крупных горных массивов — Баргузинского, Икатского и Южно-муйского хребтов.

## Фауна
В озёрах Амутской котловины водятся следующие виды рыб: байкалоленский и озёрный хариус, сибирский голец, окунь, амурская шиповка, налим, речной гольян. Некоторые виды занесены в Красную книгу: ленок, таймень.
По берегам отмечено гнездование чернозобой гагары, лебедя кликуна, чёрной кряквы, горбоносого турпана, чеглока, ястребиной совы, орлана-белохвоста. В верховьях Баргузина обитает речная выдра. В гольцовой и предгольцовой зоне постоянно держится лесной подвид северного оленя, стада которого так же встречаются в зимнее время в лесном поясе на озёрах Амут и Балан-Тамур. По склонам хребтов отмечены небольшие колонии черношапочного сурка.

## Священное значение
Эвенки и буряты считают Амутскую котловину священной. Существует легенда, что в древние времена на берегу горного озера, где берёт начало река Баргузин, жил великий шаман Болон-Тумэр. По преданию, в засушливые годы баргуты и эвенки древней тропой уходили в Амутскую котловину, где приносили свои дары Болон-Тумэру с мольбой о дожде и полноводности реки Баргузин. Шаман был стар, но имел большую духовную силу и всегда помогал людям. Его волосы были настолько длинны, что касались земли. Приняв дары, он спускался в воды озера, как только его волосы касались водной глади, начинался дождь, река наполнялась. Дождь продолжался до тех пор, пока шаман стоял в озере. На месте, где был чум шамана стоит столп с молитвой на санскрите, обращённой к его духу с мольбой о воде и заступничестве.